# Platylabops pecki
Platylabops pecki är en stekelart som beskrevs av Heinrich 1961. Platylabops pecki ingår i släktet Platylabops och familjen brokparasitsteklar. Inga underarter finns listade i Catalogue of Life.